# Dicyanoethin
Dicyanoethin (Dicyanacetylen, Butindinitril) ist eine chemische Verbindung, die nur aus Kohlenstoff und Stickstoff zusammengesetzt ist. Als das Nitril der Acetylendicarbonsäure kann die Verbindung als organischer Stoff angesehen werden. Es verbrennt mit bis zu 6100 K und bringt somit die heißeste zurzeit (2012) bekannte auf einer chemischen Reaktion beruhende Flamme hervor.

## Vorkommen
Natürliche Vorkommen an Dicyanoethin wurden auf dem Saturnmond Titan nachgewiesen.

## Darstellung und Gewinnung
Die Verbindung wurde zuerst Anfang des 20. Jahrhunderts von  Charles Moureu hergestellt. Eine frühe Herstellmethode geht vom Acetylendicarbonsäuredimethylester aus, der zunächst mit Ammoniakwasser in das Säureamid überführt wird. Eine Dehydratisierung mittels Phosphorpentoxid ergibt die Zielverbindung.

## Eigenschaften

### Physikalische Eigenschaften
Dicyanoethin ist eine klare, farblose Flüssigkeit, die auf Grund des Schmelzpunktes bei 20,5 °C unterhalb von Raumtemperatur zu einem farblosen Feststoff erstarrt. Der Normaldrucksiedepunkt liegt bei 76,5 °C. Die Sublimationsdruckfunktion ergibt sich nach August entsprechend {\displaystyle \lg(P)={\frac {-A}{T}}+B} (P in Torr, T in K) mit A = 2312 und B = 10,0115 im Temperaturbereich von −10 °C bis 20 °C. Die Dampfdruckfunktion ergibt sich nach {\displaystyle \lg(P)={\frac {-A}{T^{2}}}-{\frac {B}{T}}+C} (P in Pa, T in K) mit A = 51707, B = 1093,4 und C = 6,4308 im Temperaturbereich von 22 °C bis 76 °C. Aus den Sublimations- und Dampfdruckfunktionen lassen sich eine molare Sublimationsenthalpie von 44,28 kJ·mol−1, eine molare Verdampfungsenthalpie von 28,78 kJ·mol−1 und eine molare Schmelzenthalpie von 15,49 kJ·mol−1 ableiten. Die molare Standardbildungsenthalpie beträgt für die Flüssigkeit 500,4 kJ·mol−1, die molare Verbrennungsenthalpie –2074,4 kJ·mol−1.

### Chemische Eigenschaften
Dicyanoethin ist sehr reaktionsfreudig. Als eines der stärksten bekannten Dienophile ist es in der Lage, Diels-Alder-Reaktionen mit äußerst reaktionsträgen Substanzen wie Durol (1,2,4,5-Tetramethylbenzol) einzugehen. Bei seiner Verbrennung mit Sauerstoff treten Temperaturen bei einem Druck von 1 atm bis zu 5260 K, bei 40 atm bis 5750 K auf. Die Oxidation von Dicyanoethin mit Ozon bei 40 atm erreicht Berechnungen zufolge Temperaturen von 6100 K und bringt somit die heißeste zurzeit (2012) bekannte auf einer chemischen Reaktion beruhende Flamme hervor.

## Verwendung
Dicyanoethin wird in der organischen Synthese als Reagenz für nucleophile Additionsreaktionen oder [4+2]-Cycloadditionsreaktionen verwendet.